# Nicola Manfroce

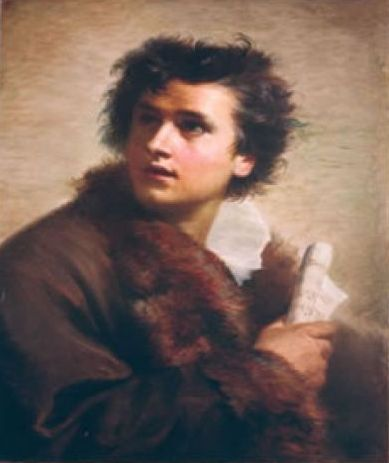
Nicola Antonio Manfroce

Nicola Antonio Manfroce (Palmi, 21 febbraio 1791 – Napoli, 9 luglio 1813) è stato un compositore italiano.

## Biografia
Figlio di Domenico Manfroce, maestro di cappella proveniente da Cinquefrondi e di Carmela Rapillo. Sono piuttosto scarse le prime notizie biografiche; fu mandato molto presto dal padre a Napoli per essere avviato agli studi classici in collegio, e si distinse in quelli musicali che proseguì approfonditamente presso il Conservatorio della Pietà dei Turchini di Napoli.
Debuttò con una cantata (La nascita di Alcide) in onore di Napoleone per celebrarne il compleanno presso la corte di Napoli, nell'agosto del 1809. Estimatore dello stile francese, massimo esponente musicale della Napoli murattiana, il giovane talento seppe rivelare una vena tragica e un controllo formale che aveva il suo modello più prestigioso nella Vestale di Spontini. In questa direzione si muove il suo capolavoro, Ecuba. Le primissime opere, riscossero un tale successo che indussero il giovanissimo compositore a recarsi a Roma alla scuola dello Zingarelli, esprimendo presto una sicura maestria nell'arte del contrappunto.
Il principe degli impresari dell'epoca, il Barbaja, gli commissionò una tragedia in tre atti, l'Ecuba. Il compositore, già minato nella salute, si mise al lavoro con grandissima lena e accanimento, tali che ne provarono fortemente il fisico; l'Ecuba venne rappresentata il 13 dicembre 1812 al teatro San Carlo di Napoli riscuotendo un successo strepitoso. L'opera, piena di novità, colpì infatti il pubblico partenopeo e Manfroce venne salutato come uno dei maggiori talenti della propria epoca.
Certa scuola musicologica che fa capo a Francesco Florimo (1800-1888), anche lui reggino, storico e critico musicale di S. Giorgio Morgeto, tende ad attribuire a Manfroce l'origine del crescendo rossiniano. La sua prima opera, Alzira, era stata rappresentata a Roma nel 1810. Celebre è il ricordo affettuoso e commosso che Florimo stesso lasciò del giovane conterraneo Manfroce, scomparso appena ventiduenne: “tra i primi a studiare e a meditare accuratamente le opere dello Haydn e del Mozart che in quel tempo comparivano in Napoli sicché sarebbe stato più fortunato nel congiungere le soavi melodie della Scuola Italiana a quelle della Scuola Alemanna di quello che non furono il Mayr, il Paër, il Generali”. Dunque, un anello di congiunzione tra i modelli stilistici partenopei e quelli di tradizione europea riprodotti in una sintesi di originalità melodica ed estro innovativo che guarda alla Francia della tragédie lyrique. Proprio in tal senso Florimo individuò nella ricerca strumentale di Manfroce il cammino che porta direttamente a Rossini: “un anello di congiunzione fra Paisiello e Cimarosa per giungere a Rossini di cui deve essere ritenuto precursore”. Nonostante venisse curato da illustri medici per ordine della regina, il giovane musicista cessò di vivere il 9 luglio 1813 a soli ventidue anni.

## Opere
- Alzira, dramma per musica in due atti (libretto di Gaetano Rossi e Jacopo Ferretti; prima rappresentazione: Roma, Teatro Valle, 10 ottobre 1810).
- Ecuba, tragedia per musica in tre atti (libretto di Giovanni Schmidt; prima rappresentazione: Napoli, Teatro San Carlo, 13 dicembre 1812).

## "Nicola Antonio Manfroce - Le Opere"
Collana editoriale del Conservatorio statale di musica ‘Fausto Torrefranca’ di Vibo Valentia realizzata in collaborazione con A.M.A. Calabria e Associazione Amici della Musica ‘Nicola Antonio Manfroce’ di Palmi.
1. Nicola Antonio Manfroce, Ecuba: tragedia per musica in tre atti, edizione moderna della partitura con note critiche del revisore, a cura di Domenico Giannetta, Vibo Valentia, Edizioni del Conservatorio di Musica Fausto Torrefranca, 2017, pp. xviii+592 - ISMN 979-0-705070-00-2.
2. Nicola Antonio Manfroce, Ecuba: riduzione per canto e pianoforte, a cura di Domenico Giannetta, Vibo Valentia, Edizioni del Conservatorio di Musica Fausto Torrefranca, 2018, pp. x+325 - ISMN 979-0-705070-01-9.
3. Nicola Antonio Manfroce, Quando mai tiranne stelle: aria per soprano, coro maschile e orchestra, edizione critica con saggio introduttivo e apparato critico a cura di Domenico Giannetta, Vibo Valentia, Edizioni del Conservatorio di Musica Fausto Torrefranca, 2018, pp. xii+47 - ISMN 979-0-705070-02-6.
4. Nicola Antonio Manfroce, L'estremo addio, spietato: duetto per due soprani e orchestra, edizione critica con saggio introduttivo e apparato critico a cura di Domenico Giannetta, Vibo Valentia, Edizioni del Conservatorio di Musica Fausto Torrefranca, 2018, pp. xii+43 - ISMN 979-0-705070-03-3.
5. Nicola Antonio Manfroce, No, che non può difenderlo: scena ed aria per soprano e orchestra, edizione moderna con saggio introduttivo e apparato critico a cura di Domenico Giannetta, Vibo Valentia, Edizioni del Conservatorio di Musica Fausto Torrefranca, 2019, pp. viii+59 - ISMN 979-0-705070-04-0.
6. Nicola Antonio Manfroce, Arie per voce e pianoforte, riduzione per canto e pianoforte a cura di Domenico Giannetta, Vibo Valentia, Edizioni del Conservatorio di Musica Fausto Torrefranca, 2019, pp. 50 - ISMN 979-0-705070-05-7.